# Ulligull
Ulligull är en lapp av syntetisk ull eller fårskinn som används i patientvård. Den läggs ofta under en patients fötter för att undvika trycksår eller liggsår i hälarna. Användningen av ulligull har i mångt och mycket ersatts av speciella trycksårsmadrasser, men är fortfarande populär som ett billigt alternativ.